# جيري بولسون
جيري بولسون (21 يوليو 1935 بنيويورك في الولايات المتحدة - 6 مارس 1986) (بالإنجليزية: Jerry Paulson)‏ هو لاعب كرة سلة أمريكي في مركز هجوم خلفي. لعب مع سينسناتي رويالز ‏.

## وصلات خارجية
- جيري بولسون على موقع إن بي أي (الإنجليزية)
- جيري بولسون على موقع سبورتس رفرنس (الإنجليزية)
- جيري بولسون على موقع كلية كرة السلة في سبورتس رفرنس.كوم (الإنجليزية)
- جيري بولسون على موقع ريلجم (الإنجليزية)
- جيري بولسون على موقع بروبوليرز (الإنجليزية)